# Say It Ain't So
Say It Ain't So (em português: Diz Que Não É Assim) é uma música da banda americana de rock Weezer, lançada em 1995 como o terceiro single do seu álbum homónimo de estreia, também conhecido como The Blue Album.
A canção foi escrita e composta pelo vocalista Rivers Cuomo, sendo a sua letra redigida após ter a música completa e um verso definido como "Say It Ain't So". Cuomo associou a música a um incidente que teve na escola secundária, sendo que quando regressou a casa viu uma garrafa de cerveja no frigorífico. Este acreditava que o casamento dos seus pais tinha terminado devido ao facto do seu pai ter sido um alcoólico, pensando também que o casamento entre a sua mãe e o seu padrasto podia seguir o mesmo rumo.
Em 2008, a revista Rolling Stone classificou "Say It Ain't So" como a 72.ª melhor música na categoria "As 100 Melhores Músicas com Guitarra de Todos os Tempos" ("The 100 Greatest Guitar Songs of All Time"). A Pitchfork Media inclui a música no 10.º lugar do "Top 200 de Faixas dos Anos 90" ("Top 200 Tracks of the 90s").
"Say It Ain't So" é uma das músicas disponíveis no jogo de 2007 Rock Band.

## Versões da Música
Existem duas versões na música "Say It Ain't So". As primeiras edições do álbum possuem uma versão que contém um som diferente na bateria e no baixo, não possuindo feedback da guitarra. Porém, quando o single foi lançado, a banda usou uma versão que mantinha o feedback da guitarra na música. A banda apreciou tanto a segunda versão que pediu que esta substituísse a anterior no álbum, após este já ter vendido 3 milhões de cópias. O álbum mais recente possui a segunda versão, com feedback, enquanto que a versão deluxe possui as duas.

## Vídeo Musical
O videoclipe de "Say It Ain't So", realizado por Sophie Muller, teve menos sucesso que os dois vídeos anteriores dos Weezer, ambos realizados por Spike Jonze, apesar da música ter chegado com êxito ao Top 10 da tabela Modern Rock Tracks.
Como pode ser verificado através do DVD dos Weezer Video Capture Device e na capa alternativa da edição especial do relançamento do seu álbum de estreia, estes filmaram o vídeo musical na casa em que a banda costumava ensaiar e gravar. O vídeo também possui uma participação do programador/fotógrafo/arquivista da banda e amigo chegado da mesma por muitos anos, Karl Koch.
Um pequeno poster do vocalista da banda Mercyful Fate, King Diamond, é muitas vezes visível ao longo do vídeo, de uma forma mais clara no refrão final, no momento em que Rivers Cuomo gira o seu microfone.

## Covers
A banda Further Seems Forever fez uma versão da música para o álbum de tributos aos Weezer Rock Music: A Tribute to Weezer. Um episódio da série "One Tree Hill" apresenta uma versão da música apresentada por MoZella, Wakey!Wakey! e Juliana Hatfield. Os Deftones, The Sleeping, Young Guns e Finch também já tocaram esta música ao vivo. O rapper Asher Roth usou uma amostra da música para o seu single de estreia "I Love College". Após esta ter sido divulgada na internet, Rivers Cuomo recusou-se a aceitar o uso do som da música da sua banda, o que fez com que Roth estreasse uma versão remasterizada da sua música e a apresentasse como oficial. A banda Foster the People também apresentou uma versão da música em Agosto de 2011, após os Weezer terem apresentado uma versão da música "Pumped Up Kicks". O artista em chiptune Inverse Phase parodiou a música através de uma Commodore 64, fazendo com que soasse "Say It Ain't Sixty-FO".

## Faixas
CD Promocional Para Rádio
| N.º | Título                    | Compositor(es) | Duração |  |
| 1.  | "Say It Ain't So" (Remix) | Rivers Cuomo   | 4:17    |  |

Cassete Retalho Reino Unido
| N.º | Título                                                                 | Compositor(es) | Duração |  |
| 1.  | "Say It Ain't So" (Remix)                                              | Rivers Cuomo   | 4:17    |  |
| 2.  | "No One Else" (Acústico Ao Vivo - Cat's Paw Studios, Atlanta, Georgia) | Rivers Cuomo   | 3:15    |  |

CD Retalho Reino Unido/Disco Vinil 10" Single Reino Unido (Vinil Preto)
| N.º | Título                                                                 | Compositor(es) | Duração |  |
| 1.  | "Say It Ain't So" (Remix)                                              | Rivers Cuomo   | 4:17    |  |
| 2.  | "No One Else" (Acústico Ao Vivo - Cat's Paw Studios, Atlanta, Georgia) | Rivers Cuomo   | 3:15    |  |
| 3.  | "Jamie" (Acústico Ao Vivo - Cat's Paw Studios, Atlanta, Georgia)       | Rivers Cuomo   | 3:53    |  |

## Pessoal
- Rivers Cuomo — guitarra principal, vocalista
- Patrick Wilson — bateria
- Brian Bell — guitarra rítmica, vocalista de apoio
- Matt Sharp — baixo, vocalista de apoio
- Ric Ocasek — produção